# 埃斯塔布魯克鎮區 (北達科他州福斯特縣)
埃斯塔布魯克鎮區（英語：Estabrook Township）是位於美國北達科他州福斯特縣的一個鎮區。

## 地方資料
埃斯塔布魯克鎮區的面積為92.97平方千米，當中陸地面積為92.93平方千米，而水域面積為0.04平方千米。根據2020年美國人口普查的數據，當地共有人口58人，而人口密度為每平方千米0.62人。